# Greensted
Greensted est un hameau d'Angleterre, située à environ un kilomètre et demi à l'ouest de Chipping Ongar, dans le comté d'Essex, principalement connu pour sa très ancienne église paroissiale en bois, longtemps considérée comme la plus ancienne au monde (Xe ou XIe siècle selon les datations).